# Тиллман, Трэмелл
Трэмелл Тиллман (англ. Tramell Tillman; род. 17 июня 1985 года, Вашингтон, США) — американский кино- и театральный актёр, наиболее известный ролью Сета Милчика в телесериале «Разделение» (2022).

## Биография
Тиллман вырос в Ларго, штат Мэриленд, в вашингтонской агломерации. Младший в семье из шести детей. В 2003 году, после окончания средней школы имени Элеоноры Рузвельт, поступил в университет имени Ксавьера в Луизиане, чтобы выучиться на хирурга-ортопеда. В 2005 году, после того как ураган Катрина обрушился на Новый Орлеан, Тиллман перешёл в государственный университет Джексона, где сменил специальность.
В 2008 году с отличием окончил университет Джексона со степенью бакалавра наук в области массовых коммуникаций. В 2014 году получил степень магистра изящных искусств университета Теннесси, став первым афроамериканцем, окончившим эту программу.
По словам Тиллмана, он стал актёром благодаря матери — она посоветовала ему записаться на соответствующие курсы, чтобы преодолеть застенчивость.

## Актёрские работы

### Кино
| Год    |   | Русское название                       | Оригинальное название                     | Роль                                        |
| ------ | - | -------------------------------------- | ----------------------------------------- | ------------------------------------------- |
| 2015   | с | Сложные люди                           | Difficult People                          | добрый самаритянин (1 эпизод)               |
| 2018   | с | Диетлэнд                               | Dietland                                  | Стивен (10 эпизодов)                        |
| 2019   | с | Элементарно                            | Elementary                                | детектив Окасио (1 эпизод)                  |
| 2019   | с | Крёстный отец Гарлема                  | Godfather of Harlem                       | Бобби Робинсон (6 эпизодов)                 |
| 2019   | с | Охотники                               | Hunters                                   | детектив Соммерс (2 эпизода)                |
| 2022—… | с | Разделение                             | Severance                                 | Сет Милчик (19 эпизодов)                    |
| 2025   | ф | Миссия невыполнима: Финальная расплата | Mission: Impossible – The Final Reckoning | Капитан Джек Бледсоу / Captain Jack Bledsoe |

### Театр
| Год  | Название          | Роль          | Площадка               | Примечание  |
| ---- | ----------------- | ------------- | ---------------------- | ----------- |
| 2018 | Carmen Jones      | сержант Браун | Classic Stage Company  | офф-Бродвей |
| 2019 | The Great Society | Боб Мозес     | Lincoln Center Theatre | Бродвей     |
| 2022 | Good Night, Oscar | Элвин Финни   | Goodman Theatre        | Чикаго      |